# Muteking
Muteking es un anime llamado originalmente "Tondemo Senshi Muteking" (とんでも戦士ムテキング) que se podría traducir como "Muteking, el guerrero volador", emitido originalmente en Japón entre 1980 y 1981 por Fuji Television, con un total de 56 episodios.

## Personal
- PRODUCCIÓN: Seitarô Hara
- ORIGINAL: Seitarô Hara
- PRODUCTORES: Kenji Yoshida,  Ippei Kuri, Tomoyuki Miyata
- CARGA: Tokyo Tamura (Tatsunoko)
- PRODUCCIÓN: Tatsunoko, Fuji Telecasting Co
- MUSICA: Koba Hayashi
- CHARACTER DESIGN: Ippei Kuri, Akiko Shimomoto
- EPISODIOS: Hiroshi Sasagawa, Masayuki Hayashi, Koichi Mashimo, Yutaka Kagawa, Shinya Sadamitsu, Yoshizo Tsuda, Hidehito Ueda, Kenjiro Yoshida, Kazuo Yamazaki, Masakazu Higuchi

## Episodios
1. Un objeto extraño

- Datos: Q1118234